# سیلبرتال
سیلبرتال (به آلمانی: Silbertal) یک منطقهٔ مسکونی در اتریش است که در ناحیه بلودنتس واقع شده‌است. سیلبرتال ۸۸٫۶۱ کیلومتر مربع مساحت دارد ۸۸۹ متر بالاتر از سطح دریا واقع شده‌است.